# Qubadli
Qubadli (em azeri: Qubadlı) é um dos cinqüenta e nove rayons nos quais se subdivide politicamente a República do Azerbaijão. Sua capital é a cidade de Qubadlı. Faz parte da Província de Qashatagh.
O rayon tem uma superfície de 826 quilômetros quadrados, com uma população composta por cerca de 31.300 pessoas, tendo portanto uma densidade populacional por volta de 37,89 habitantes por quilômetro quadrado.
Sua economia é dominada pela agricultura, com ênfase na produção de grãos, vinhos e tabaco; também se pratica a pecuária, e existe a criação de bichos da seda. Há também leiterias e fábricas de tecidos.
Esta região está completamente sob o controle da República de Artsaque, que o chamam de Kashunik, depois da sua captura durante a guerra de Nagorno-Karabakh.